# Слоновете помнят
Слоновете помнят (на английски Elephants Can Remember) е криминален роман, написан от Агата Кристи, публикуван във Великобритания през ноември 1972 г.
Главните герои са Еркюл Поаро и неговата приятелка и автор на криминални романи Ариадни Оливър. Това е последният роман на авторката, в който е включен известният ѝ детектив, въпреки че от гледна точка на публикуване романът е последван от Завесата:Последният случай на Поаро, но той е написан през 40-те години, за да бъде публикуван след смъртта ѝ.

## Адаптации
Романът е адаптиран за филм с Дейвид Сушей в главната роля. Зо Уонамейкър се завръща в ролята на Ариадни Оливър, отбелязвайки петото от шестте си участия в поредицата за Поаро. Ролята на Мисис Бъртън-Кокс се изпълнява от Грета Скаки.